# 迪克霍尔岑
迪克霍尔岑是德国下萨克森州的一个市镇。总面积30.21平方公里，总人口6656人，其中男性3251人，女性3405人（2011年12月31日），人口密度220人/平方公里。